# Frey Wille
A Frey Wille (kiejtése: „fráj vile”) egy bécsi székhelyű ékszerkészítő cég. 1951-ben alapította Michaela Frey, mára pedig nem csak Európában, de a tengerentúl is megtalálhatók márkaboltjaik, bár a hosszadalmas gyártási folyamat miatt a terjeszkedés üteme korlátozott. Első magyarországi üzletüket 2002-ben nyitották meg Budapesten, a Régi posta utcában. Második üzletét 2004-ben, a Ferihegyi repülőtér 2-es terminálján nyitotta, Jelenlegi üzletük a budapesti Andrássy úton található, ahol ékszereken kívül férfi és női kiegészítőket, táskákat is árusítanak.
Ékszereiket történelmi korszakok és híres művészek ihletik – a Sandro Botticelli, Vincent van Gogh, Gustav Klimt, Claude Monet, Alfons Mucha, Sophie Taeuber-Arp műveit idéző darabok mellett megtalálhatók például az ókori Egyiptom vagy a görög-római kor emlékeit életre keltő formák is. Emblémájuk, a szárnyas szfinx az ősi egyiptomi és krétai kultúrában a mindent látó megfigyelő szimbóluma volt.

## Gyártási folyamat
Egy-egy kollekción a tervezők akár két éven át is dolgoznak. Először az üvegporból és ásványokból álló tűzzománcot 800 fokon megolvasztják, majd négy rétegben felviszik egy fém alapra. Ez minden felhasznált színnél külön procedúra, és az egyes darabok általában 12-20 színből állnak. A kész berakást ezután aranyporral vonják be, majd belehelyezik egy 24 karátos arannyal vont bronzfoglalatba. Az elkészült Frey Wille-ékszerek különösen sok odafigyelést és gondoskodást igényelnek (mivel a tűzzománc eléggé kényes, mindennapi viselése nem is ajánlott), ráadásul ár szempontjából sem olvadnak bele az átlagba.